# Bisdom Oeiras
Het bisdom Oeiras (Latijn: Dioecesis Oeirensis) is een rooms-katholiek bisdom met als zetel Oeiras, in Brazilië. Het bisdom is suffragaan aan het aartsbisdom Teresina.

## Geschiedenis
Het bisdom werd opgericht op 16 december 1944, uit delen van het bisdom Piauí, en was suffragaan aan het aartsbisdom São Luís do Maranhão. Op 9 augustus 1952 wisselde het van kerkprovincie en werd suffragaan aan het nieuw verheven aartsbisdom Teresina. Op 8 december 1977 veranderde het van naam naar bisdom Oeiras-Floriano. Op 22 februari 2008 scheidde Floriano zich af en werd een eigen bisdom, waarna het terug van naam veranderde naar bisdom Oeiras. 

## Parochies
Het bisdom had in 2021 een oppervlakte van 15.096 km2 en telde 139.000 inwoners waarvan 89,2% rooms-katholiek was.

## Bisschoppen
- Francisco Expedito Lopes (30 augustus 1948 - 24 augustus 1954)
- Raimundo de Castro e Silva (17 november 1954 - 9 november 1957)
- Edilberto Dinkelborg (20 juni 1959 - 31 december 1991)
- Fernando Panico (2 juni 1993 - 2 mei 2001)
- Augusto Alves da Rocha (24 oktober 2001 - 27 februari 2008)
- Juarez Sousa Da Silva (27 februari 2008 - 6 januari 2016)
- Edilson Soares Nobre (11 januari 2017 - heden)

Teresina (aartsbisdom) · Bom Jesus do Gurguéia · Campo Maior · Floriano · Oeiras · Parnaíba · Picos · São Raimundo Nonato